# Королевство Вестфалия
Королевство Вестфалия (нем. Königreich Westphalen) — зависимое от Франции государство, существовавшее в 1807—1813 годах на территории современной Германии. Столица королевства — Кассель, а его современный преемник — Нижняя Саксония.

## История
Королевство Вестфалии создано декретом Наполеона I от 18 августа 1807 года из земель, лежавших между Рейном и Эльбой: среди них значительные территории, отданные Пруссией по условиям Тильзитского мира: герцогств Магдебург, Брауншвейг-Люнебург, курфюршества Ганновер, княжеств Брауншвейг-Вольфенбюттель и Гессен-Кассель. По Тильзитскому миру Наполеон приобретал господство над данными территориями, но ещё не находил возможным присоединить эти земли к французской империи. Наполеон решил создать из них зависимое от Франции государство — и, таким образом, появилось королевство Вестфалия.
Охватывая собой пространство в 692 мили², королевство населяло почти 2 млн жителей; столицей стал Кассель. Более половины жителей нового государства составляли подданные из бывших прусских земель, хотя некоторые из этих областей стали таковыми только с 1803 года. Кургессен (бывшая провинция Пруссии) составлял лишь пятую часть населения. Северо-восточная граница королевства проходила по реке Эльба. Государство вошло в состав Конфедерации Рейна. Здесь, как и во всей Европе, Наполеон попытался создать «образцовое государство». Королём нового государства Наполеон назначил своего младшего брата Жерома, и последний 7 декабря 1807 года даровал стране конституцию, составленную по французскому образцу. По ней всё мужское население королевства обладало равными правами. Крепостное право отменили, также произвели эмансипацию евреев. Кодекс Наполеона стал действовать на территории королевства, тем самым покончив с властью гильдий, дав право на свободное предпринимательство. Введена метрическая система мер и весов. В то же время Наполеон ввёл цензуру.
Новые законы и улучшенные формы управления смогли в значительной степени примирить жителей страны с правительством, навязанным иноземцами. Этому способствовало то, что тогда сознание национального единства в Германии было очень слабо. Королевское правительство успело создать необходимые учреждения и организовать войско численностью в 16 тыс. человек.
Но этим напряжение сил страны не ограничилось. Отдельные провинции королевства выплачивали французской империи контрибуцию и содержали за свой счёт французские гарнизоны. Из-за этого значительная часть населения была недовольна новыми порядками. Когда Наполеон начал войну с Австрией в 1809 году, вспыхнуло множество народных волнений, местами перешедших в открытые восстания. В ответ на это в королевстве Вестфалия установился строгий военный режим, а также возросло его участие в предприятиях французского правительства.
Наполеон по мере расширения его военных операций предъявлял все большие требования к своим невольным союзникам, и королевство Вестфалия, подчиняясь этим требованиям, должно увеличить своё войско до 30 тыс., что привело к значительному повышению налогов. Государственный долг, в 1808 году равнявшийся 28 млн талеров, в 1809 году превысил уже 112 млн талеров. Казалось, император хотел вознаградить королевство за понесенные им жертвы, когда в марте 1810 года присоединил к нему всю почти территорию завоеванного им Ганновера, исключая Лауенбург; но уже вскоре большую часть этой территории отделили от королевства и присоединили непосредственно к французской империи — прибрежные и северные департаменты Северная Эльба (столица: Штаде) и Нижняя Эльба (столица: Люнебург).
Ту же участь разделили и некоторые земли, раньше вошедшие в состав королевства Вестфалии, так что увеличение его свелось к весьма незначительным размерам: оно занимало теперь 825 миль², с населением около 2 млн душ. Жертвы, которые приходилось нести населению на пользу империи, все увеличивались; правительство королевства вынужденно приняло континентальную систему, не имевшую здесь, впрочем, такого пагубного влияния на экономическое развитие страны, как в других частях Германии. Вестфальское войско в количестве 24 тыс. человек сопровождало Наполеона в походе на Россию и разделило судьбу французской армии. Большое число вестфальских солдат погибло в Русской кампании 1812 года.
В 1813 году королевство выставило новое войско, которое в количестве 12 тыс. солдат участвовало в походе Наполеона в Саксонию; но в это время началось массовое дезертирство вестфальцев под знамёна союзников.
В сентябре 1813 года русские войска окружили Кассель и захватили его, а 1 октября 1813 года генерал-адъютант Чернышёв, занявший Кассель, объявил королевство уничтоженным. После его ухода, тремя днями позже, король Жером Бонапарт в сопровождении французского отряда возвратился и сумел отбить Кассель. Но вскоре русские вернулись и осадили город снова, а Лейпцигская битва (16—19 октября 1813 года) окончательно решила судьбу Вестфальского королевства.
26 октября Жером Бонапарт выступил из резиденции и направился во Францию, забирая по дороге все драгоценности из королевских замков, а через два дня в Кассель вошли русские войска. Королевство оказалось окончательно уничтожено.
По решению Венского конгресса в 1815 году большую часть составлявших королевство земель передали Пруссии.

## Территория
Королевство Вестфалия состояло из следующих территорий Священной Римской империи, которую распустили в 1806 году:
- Курфюршество Ганновер (оккупированный Пруссией);
- княжество Брауншвейг-Вольфенбюттель;
- прусский Альтмарк (Пруссия), лежащий на левом берегу Эльбы;
- часть герцогства Магдебургского (Пруссия) на левом берегу Эльбы;
- епископство Хильдесхайм (Пруссия);
- город Гослар (Пруссия);
- княжество Хальберштадт (Пруссия);
- графство Хонштайн (Пруссия);
- монастырь и город Кведлинбург (Пруссия);
- графство Мансфельд (Пруссия);
- княжество Айхсфельд вместе с Треффуртом, Мюльхаузеном и Нордхаузеном (Пруссия);
- графство Штольберг-Вернигероде (Пруссия);
- районы курфюршества Гессен, включая графство Шаумбург и сеньорию Шмалькальден, но исключая графство Ханау и нижнее графство Катценельнбоген;
- Аббатство Корви (Нассау-Дилленбург);
- княжество Геттинген и княжество Грубенхаген вместе с амтами Хоэнштайн и Эльбингероде (Брауншвейг-Люнебург);
- епископство Оснабрюк (Пруссия);
- княжество Падерборн (секуляризированное Пруссией епископство Падерборн);
- провинция Минден-Равенсберг (Пруссия);
- графство Ритберг-Кауниц (Пруссия).

Королевство Вестфалия включала в себя территорию курфюршества Гессен, княжество Брауншвейг-Вольфенбюттель и основные земли Пруссии на левом берегу Эльбы с сильной крепостью Магдебург и университетом Галле. При этом в его состав не вошло всё одноимённое герцогство.
В марте 1808 г. по Познанскому договору к Вестфалии от королевства Саксония перешли амт Гоммерн (Курфюшеский район), графство Барби, несколько амтов графства Мансфельд и ганнербного владения Треффурт (Ganerbschaft) и фогтства Дорла (ряд из них курфюршество получило в 1806 г. по Познанскому договору за счёт Пруссии). В 1810 г. к королевству перешёл всё Ганноверское курфюршество.
Территория королевства в конечном итоге распространилась на части сегодняшних немецких федеральных земель Северный Рейн-Вестфалия, Гессен, Тюрингия, Саксония-Анхальт, Нижняя Саксония, Гамбург и Бремен.

## Герб королевства
Герб отображал входившие в состав государства территории. На первой четверти изображена серебряная лошадь Вестфалии, на следующей — лев Гессена, связанный с графствами Диц, Нидда и Катценельнбоген, третья четверть изображает территории вокруг Магдебурга, последняя — комбинирует гербы Брауншвейга, Дипхольца, Люнебурга и Лаутербурга. Над гербовым щитом расположены корона Вестфалии и французский «Великий Орёл». Выше расположена звезда Наполеона, а также пересеченные скипетры.

## Армия
Национальные границы и, следовательно, население королевства несколько раз менялись (1807 г. — почти 2 млн, 1810 г. — более 2,6 млн, 1811 г. — более 2 млн). Вестфалия должна была предоставить Рейнскому союзу контингент в 25 тыс. солдат, что могло быть достигнуто только за счет воинской повинности для всех мужчин в возрасте от 20 до 25 лет. Богатые могли выставить вместо себя заместителя, но, в отличие от Франции, должны были купить свою свободу у государственной казны.
Вестфальская армия в 1808 г. состояла из более 30 тыс. человек: пешей и конной королевской гвардии численностью около 4 тыс. человек, жандармерии, артиллерийского полка, 8 полков линейной пехоты, 4 легких батальонов, 6 кавалерийских полков, 6 ветеранских и 8 ведомственных рот.
Главная вестфальская крепость — Магдебург на Эльбе. Организация армии строилась по образцу Французской империи. В каждом департаменте назначался командующий генерал, а 28 февраля 1808 года Жозеф Антуан Морио назначен военным министром, но оставался им только до ноября, когда его отправили в Испанию с 6-тысячной дивизией. Его сменил французский дивизионный генерал Жан-Батист Эбле. Другие руководящие должности в армии также занимали штабные офицеры, сделавшие карьеру во французских вооруженных силах. Основную часть офицеров, в свою очередь, составляли военнослужащими из гессенских, ганноверских и брауншвейгских армий.
Вестфальские дивизии в 1809 г. воевали в Испании и подавляли разразившееся в Вестфалии Восстание Дёрнберга. В 1812 г. вестфальскую армию мобилизовали и весной отправили в Польшу для формирования 8-го корпуса Великой армии. Армия Вестфалии находилась под командованием своего короля Жерома I и французского генерала Жозефа Вандама, а позднее — Жана Жюно. Фактически, в 1812 г. в России воевало 28 тыс. вестфальцов, из которых около 1 тыс. вернулось.
Весной 1813 г. сформирована новая вестфальская армия. Русские войска взяли Кассель 1 октября 1813 года, но армия Вестфальского королевства прекратила существование лишь в результате Битвы народов под Лейпцигом.

## Экономика
С роспуском гильдий в 1809 году и ростом королевского двора ремесла первоначально активно развивались в Касселе. Некоторые региональные отрасли промышленности, такие как производство тканей, пошив униформы или винокурни также процветали. Однако экономика сильно зависела от внешнеполитического положения страны и социальных условий в отдельных частях государства.

## Итоги
Реформы имели ограниченный успех, поскольку постоянная потребность в деньгах и людях для наполеоновских войн истощала страну. Финансы королевства подрывались постоянными выплатами Франции, в стране районы с реформированными правами собственности, упраздненными запретами и судами соседствовали с местами и землями, где сохранялись те же патримониальные привилегии.
Финансовые трудности Вестфальского королевства ускорили секуляризацию церковной собственности, которую приобрели богатые граждане, такие как магдебургский купец Иоганн Натузиус, которого считают пионером немецкой промышленности. Кроме того, Вестфалия постепенно стандартизировала налоговую систему. Вестфальский налог на потребление, особенно во многих бывших прусских районах, считался значительно более низким и менее обременительным, чем предыдущий акцизный налог. Налог на имущество, который сильно давил на доход от земли, теперь распространялся на ранее освобожденных от налогов дворян.
С 1806/07 г. в разных местах курфюршества Гессена неоднократно происходили восстания населения, в основном направленные против введения всеобщей воинской повинности. Вильгельм Фрейхер фон Дёрнберг поднял самое масштабное восстание в королевстве в 1809 году.  В том же году Фридрих Вильгельм фон Брауншвейг пытался отвоевать герцогство своего отца, но он не получил поддержку населения, потому что женитьба Жерома на внучке старого герцога Екатерине Вюртембергской дала ему дополнительную легитимность.
Реакция населения на новое государство варьировалась в зависимости от региона и места. Не все реформы встречали одобрение в каждом регионе. Негативная реакция многих жителей Избирательного Гессена резко контрастирует с реакцией бывших пруссаков, которые вполне охотно принимали институты нового государства. Однако районы с религиозной диаспорой развивались иначе. Из-за слияния административных районов разных конфессий у жителей неоднократно возникали разные представления о справедливом административном действии. Конфликты, не имевшие, на первый взгляд, межрегионального эффекта, вызвали совершенно разное отношение населения к государству в некоторых районах и привели к собственному развитию в современную эпоху. Это ясно видно в католических анклавах в протестантских районах, таких как бывшее избирательное княжество Майнц в Айхсфельде. Здесь граждане все чаще видели задачу государства в том, чтобы представлять и защищать их права на участие в литургии и избрании священников.

## Награды
25 декабря 1809 года Жером Наполеон учредил в Париже высшую награду королевства - «Орден Вестфальской короны».